# Консерватория Повери-ди-Джезу-Кристо
Консервато́рия По́вери-ди-Джезу́-Кри́сто (итал. Conservatorio dei Poveri di Gesù Cristo — Консервато́рия бе́дных Иису́са Христа́) — старейшая из четырёх консерваторий Неаполя; музыкальное учебное заведение, действовавшее с 1589 по 1744 годы.

## История
Консерватория была основана по одним данным в 1589 году. Первоначально была создана монахом-капуцином Марчелло Фоссатаро ди Никотера как детский приют при одноимённой церкви. В приют принимались дети от 11 лет, которые получали крышу над головой и церковное образование. Сведения о ранних годах существования консерватории практически отсутствуют (за исключением небольших заметок в путевых записках иностранцев). Первые письменные свидетельства о заведении относятся к 1596 году, года Фоссатаро обратился сразу с двумя прошениями о вспомоществовании к церковному начальству. Первое прошение было адресовано канонику Неаполитанского кафедрального собора дону Иерониму Маргарите с просьбой ходатайствовать перед кардиналом Альфонсо Джезуальдо о предоставлении просителю разрешения подбирать бродячих детей. Другое послание аналогичного содержания был направлен папе Клименту VIII. Ответ за подписью кардинала Джезуальдо пришёл только в 1602 году. Согласно его, Фоссатаро не только получал разрешение на заботу о беспризорных детях, но ему был предоставлен целый штат сотрудников и учителей, задачей которых было обучение детей «христианскому учению и хорошим манерам». В консерваторию брали детей без ограничений за двумя исключениями: дети должны были быть старше семи лет (считалось, что о более юных должны были заботиться женщины) и не иметь заразных болезней.
Постепенно воспитанники стали дополнительно получать музыкальное образование, учились читать и сочинять музыку. С 1620 года консерватория действовала уже как музыкальное учебное заведение, находившееся под покровительством архиепископа Неаполя. Уже к середине XVII века стала известна своей скрипичной школой, ставшей особенно знаменитой к концу того же века под руководством Гаэтано Греко и его преемников. Расцвет консерватории приходится на начало XVIII века, когда её отличал звёздный состав как профессоров, так и учеников.

Однако к 1720 годам у консерватории возник серьёзный конфликт с орденом Ораторианцев, одно из зданий которого располагалось недалеко от консерватории. Ораторианцы были недовольны шумом от музыкальных занятий, что породило серьёзный конфликт, закончившийся убийством вооружённой охраной ораторианцев — ко́рсори — студента консерватории Доменико Ланотте. В последовавшие годы конфликт разрастался, беспорядки повторялись и в конце концов неаполитанский король Карл VII запретил 13 ноября 1734 года корсори носить оружие, встав таким образом на сторону консерватории. Тем не менее повторявшиеся беспорядки вызвали серьёзные проблемы с дисциплиной внутри консерватории, из-за чего одни ученики были исключены, другие (преимущественно самые талантливые) перешли в другие консерватории. В 1744 году архиепископ Джузеппе Спинелли закрыл консерваторию, распределив остававшихся учеников среди трёх других консерваторий Неаполя.

## Известные преподаватели и ученики
За полтора века существования консерватории в ней преподавали и обучались многие известные музыканты, в том числе:
- Джироламо Абос
- Джузеппе Авосса
- Джузеппе Альфьеро
- Джузеппе Арена
- Леонардо Винчи
- Гаэтано Греко
- Франческо Дуранте
- Иньяцио Галло
- Джакомо Инсангвине
- Никколо Йоммелли
- Карло Котумаччи[итал.]
- Джованни Баттиста Перголези
- Никола Порпора
- Джузеппе Прота
- Джузеппе Скарлатти
- Доменико Скарлатти
- Доминго Террадельяс
- Томмазо Траэтта
- Никола Фаго
- Франческо Фео
- Иоганн Адольф Хассе